# Municipio de Willow Lake (Dakota del Sur)
El municipio de Willow Lake (en inglés: Willow Lake Township) es un municipio ubicado en el condado de Brule en el estado estadounidense de Dakota del Sur. En el año 2010 tenía una población de 42 habitantes y una densidad poblacional de 0,45 personas por km².

## Geografía
El municipio de Willow Lake se encuentra ubicado en las coordenadas 43°48′36″N 98°50′46″O / 43.81000, -98.84611. Según la Oficina del Censo de los Estados Unidos, el municipio tiene una superficie total de 93.31 km², de la cual 91,93 km² corresponden a tierra firme y (1,49 %) 1,39 km² es agua.

## Demografía
Según el censo de 2010, había 42 personas residiendo en el municipio de Willow Lake. La densidad de población era de 0,45 hab./km². De los 42 habitantes, el municipio de Willow Lake estaba compuesto por el 92,86 % blancos, el 7,14 % eran amerindios. Del total de la población el 0 % eran hispanos o latinos de cualquier raza.